# Cratere Maria Celeste
Maria Celeste  è un cratere sulla superficie di Venere. Deve il suo nome a Virginia Galilei (1600-1634), figlia di Galileo e monaca di clausura col nome di suor Maria Celeste.